# Nigidius cartereti
Nigidius cartereti là một loài bọ cánh cứng trong họ Lucanidae. Loài này được Bomans & Bartolozzi mô tả khoa học năm 1991.